# 井之上チャル
井之上 チャル（いのうえ チャル、1975年9月19日 - ）は、大阪府守口市出身の俳優で、劇団「立身出世劇場」の元座員である。本名（旧姓）は井上 博之（いのうえ ひろゆき）。所属事務所はライターズカンパニー。

## 経歴
大阪薬業専門学校卒業。関西を拠点とした劇団「立身出世劇場」の看板俳優として舞台活動をしていた傍ら、テレビドラマや映画にも出演。
テレビ番組デビューは1997年のNHK教育「グルグルパックン」ペペロンチーノ王子役。1999年には後期のNHK連続テレビ小説『あすか』の菓子職人：藤吉徹次役で出演。その後、NHK大阪放送局や在阪民放制作のテレビドラマに脇役俳優として出演、またラジオ番組、レポーター、テレビショッピング番組の司会などもこなしている。また大阪にある舞夢プロでも演技を指導している。
2009年2月には、自身と同世代の役者や作家とともに、劇団「テノヒラサイズ」を旗揚げ。
2010年4月5日から2016年12月30日まで、ABCラジオの平日生ワイド番組『武田和歌子のぴたっと。』シリーズの初代アシスタントを担当。俳優活動と並行しての出演だったことから、関西以外の地方での舞台公演やテレビドラマの収録が長期にわたる場合には休演期間を設けていた。
結婚の際、夫人の家系に跡取りがいないことから本名を夫人の姓に改姓、2013年1月に第1子（女児）、2015年4月に第2子（女児）が生まれている。

## 出演

### テレビドラマ
- 月曜ドラマスペシャル 京都・隠岐殺人事件（1998年、TBS）
- 連続テレビ小説（NHK総合）
  - あすか（1999年） - 清川（藤吉）徹次 役
  - ウェルかめ（2010年） - 菊池伸洋 役
  - わろてんか（2017年） - 又八 役
  - 舞い上がれ!（2023年） - 曽根
- 一絃の琴（2000年、NHK総合） - 澤村信之 役
- ドラマスペシャル オカン（2000年、読売テレビ）
- 月曜ドラマスペシャル 家庭欄記者・鍋島六郎II（2000年、TBS）
- 大江戸を駈ける! 第2話（2000年、TBS）
- 水戸黄門（TBS・C.A.L）
  - 第29部 第10話「石屋は頑固で石頭・湊川」（2001年6月4日）- 有次
  - 「水戸黄門 1000回記念スペシャル」（2003年12月15日）
  - 第33部 第19話「殿が見初めた物売り娘・長岡」（2004年8月30日）- 政吉
  - 第39部 第19話「酔いどれ侍、奮い立て・松江」（2009年3月2日）- 末吉
  - 第40部 第18話「鬼の継母と意地悪姉妹・大垣」（2009年12月7日）- 平作
- お登勢（2001年、NHK総合） - 太助 役
- 夢駆ける大地（2001年、NHK総合）
- ひとりじゃないの（2001年、毎日放送） - 柳島英作 役
- 忠臣蔵1/47（2001年、フジテレビ）
- ココだけの話「我が家の流儀」（2001年、テレビ朝日）
- 部長刑事シリーズ　シンマイ。（2001年、朝日放送） - 木下千春 役
- 生存 愛する娘のために（2002年、NHK総合）
- はんなり菊太郎（2002年、NHK総合）喜六 - 役
- 海猿（2002年、NHK総合）
  - 海猿2（2003年、NHK総合）
- 大河ドラマ 武蔵 MUSASHI（2003年、NHK総合）
- 東京ラブ・シネマ（2003年、フジテレビ）
- 17歳夏。第9話（2003年、朝日放送）
- 恋する日曜日第1シーズン 第12話「Flame」（2003年6月22日、TBS）
- 銭形平次 第4話「隠し蔵の殺意!引き裂かれた恋」（2004年、テレビ朝日）- 大倉屋の息子、幸吉 役
- 結婚のカタチ（2004年、NHK総合） - 相馬俊一 役
- 八丁堀の七人 第3話（テレビ朝日）
- 11通の…出せなかったラブレター 第4通「証明写真」（2005年1月30日、朝日放送） - 鍋島裕太 役
- 聞かせてよ愛の言葉を（2005年、TBS）
- 嬢王（2005年、テレビ東京） - 長谷川 役
- ミスタードーナツプレゼンツ「消息を絶つ」（読売テレビ）
- ABCナイトドラマ「無縁坂骨董店」第二品「死神の砂時計」（朝日放送）
- 土曜ワイド劇場（テレビ朝日）
  - 温泉 (秘) 大作戦2（2005年1月15日） - 北原勲 役
  - 殺人被害者の妻（2005年11月26日） - 林田真人 役
  - 犬は見た!（2008年3月1日） - 深町大輔 役
  - 刑事殺し2（2008年6月21日） - 井上正哉 役
  - ミステリー作家六波羅一輝の推理3（2013年9月14日） - 大里一平 役
- 木曜ミステリー 新・京都迷宮案内3 第8シリーズ 第5話（2006年2月9日、テレビ朝日）- 今昔亭 め玉 役
- 安楽椅子探偵 ON AIR（2006年3月3日・3月10日、朝日放送）- 岩倉宏一 役
- 介護エトワール（2006年、NHK総合）
- ドラマ30 新・いのちの現場から2（2006年、毎日放送）
- ダンドリ。〜Dance☆Drill〜 第3話（2006年7月25日、フジテレビ）
- 妻は多重人格者（2006年、フジテレビ）
- 木曜ミステリー 京都地検の女（テレビ朝日）
  - 第3シリーズ 第6話（2006年6月1日） - 細川 仁 役
  - 第9シリーズ 第4話（2013年8月15日） - 若村敏樹 役
- H-code〜愛しき賞金稼ぎ〜（2007年、朝日放送） - セルゲイリヒテル 役
- よろずや平四郎活人剣 第二話（2007年4月27日、テレビ東京） - 伊部金之助 役
- ドラマ30 暖流（2007年、毎日放送）
- 科捜研の女（テレビ朝日）
  - 新・科捜研の女1（Season 5） 第1話（2004年4月15日） - 石田 役
  - 新・科捜研の女4（Season 8） 最終話（2008年6月19日） - 杉崎幸太 役
  - Season 16 第16話（2017年3月2日） - 深瀬公彦 役
  - Season 18 第2話（2018年10月25日） ‐ 伊藤洋市 役
  - Season 19 第33話（2020年3月12日） ‐ 本多光二 役
- 世にも奇妙な物語 秋の特別編 「どつきどつかれて生きるのさ」（2008年9月23日、フジテレビ）
- 関西テレビ放送開局50周年記念ドラマ「ありがとう、オカン」（2008年10月7日、関西テレビ・フジテレビ）
- たったひとりの反乱（NHK総合）
- テレビ東京系開局45周年記念ドラマ「寧々〜おんな太閤記」（2009年1月2日、テレビ東京） - 織田信雄 役
- ドラマ・万葉ラブストーリー 春 第3話「春日影の庭」（2009年1月28日、NHK総合）
- おちゃべり（2009年3月16日、毎日放送） - 中川守 役
- 月曜ゴールデン「おふくろ先生の診療日記2」（2009年6月8日、毎日放送） - 武市平太 役
- 宿命 1969-2010 -ワンス・アポン・ア・タイム・イン・東京-（2010年1月、テレビ朝日・朝日放送） - 私立探偵 役
- 古代史ドラマスペシャル・大仏開眼（2010年4月、NHK総合）
- スペシャルドラマ「夏子と天才詐欺師たち」（2010年8月14日、朝日放送） - タクシー運転手 役
- 呪報2405 ワタシが死ぬ理由 第3話・第4話（2012年7月26日・8月2日、関西テレビ） - 小田中聡 役
- 京都人の密かな愉しみ（NHK BSプレミアム）
  - 京都人の密かな愉しみ愉しみ 冬（NHK BSプレミアム）　えっちゃん - 早苗ちゃん（戸田菜穂）の兄 役（2016年3月19日）
  - 京都人の密かな愉しみ Blue 修業中（NHK BSプレミアム） - 小島陽三郎 役
  - 京都人の密かな愉しみ Blue 修業中 送る夏（2017年9月30日）
  - 京都人の密かな愉しみ Blue 修業中 祝う春（2018年4月14日）
  - 京都人の密かな愉しみ Blue 修行中 祇園さんの来はる夏（2019年8月17日）
  - 京都人の密かな愉しみ Blue 修業中 燃える秋（2021年1月30日）
- 閻魔堂沙羅の推理奇譚 第7回、第8回（2020年12月12日、19日、NHK総合） -福森幸次（律子の元夫） 役
- 忠臣蔵狂詩曲No.5 中村仲蔵 出世階段（2021年） - 音吉 役
- BS時代劇「雲霧仁左衛門ファイナル」第4話（2025年、NHK）-甲府の博徒
- 鬼平犯科帳「暗剣白梅香」（2025年7月5日初放送、時代劇専門チャンネル）-金子七平（半四郎の父）

### Vシネマ
- 筋モンリーグ 野球篇（2006年）

### 配信ドラマ
- TUNAガール（2019年3月28日、ひかりTV・大阪チャンネル）

### バラエティ
- グルグルパックン （1997年 - 1998年、NHK教育テレビ） - ペペロンチーノ王子 役
- パノラマ電波横丁 パンチ・デ・ニーロ（2001年、毎日放送）
- 昼ショップ 買物検討使（2001年 - 2009年、関西テレビ）司会
- でんねん〜試験にでる?大阪弁〜（2007年、関西テレビ☆京都チャンネル）司会
- チームベイコム（2019年4月～、ベイ・コミュニケーションズ）司会（隔週出演）

### ラジオ
- 武田和歌子のぴたっと。 （2010年4月5日 - 2016年12月30日、朝日放送ラジオ） - アシスタント

### 舞台
- スーパー歌舞伎II ワンピース - ウソップ、ニューカマー・ケイ 役